# Domocao Alonto

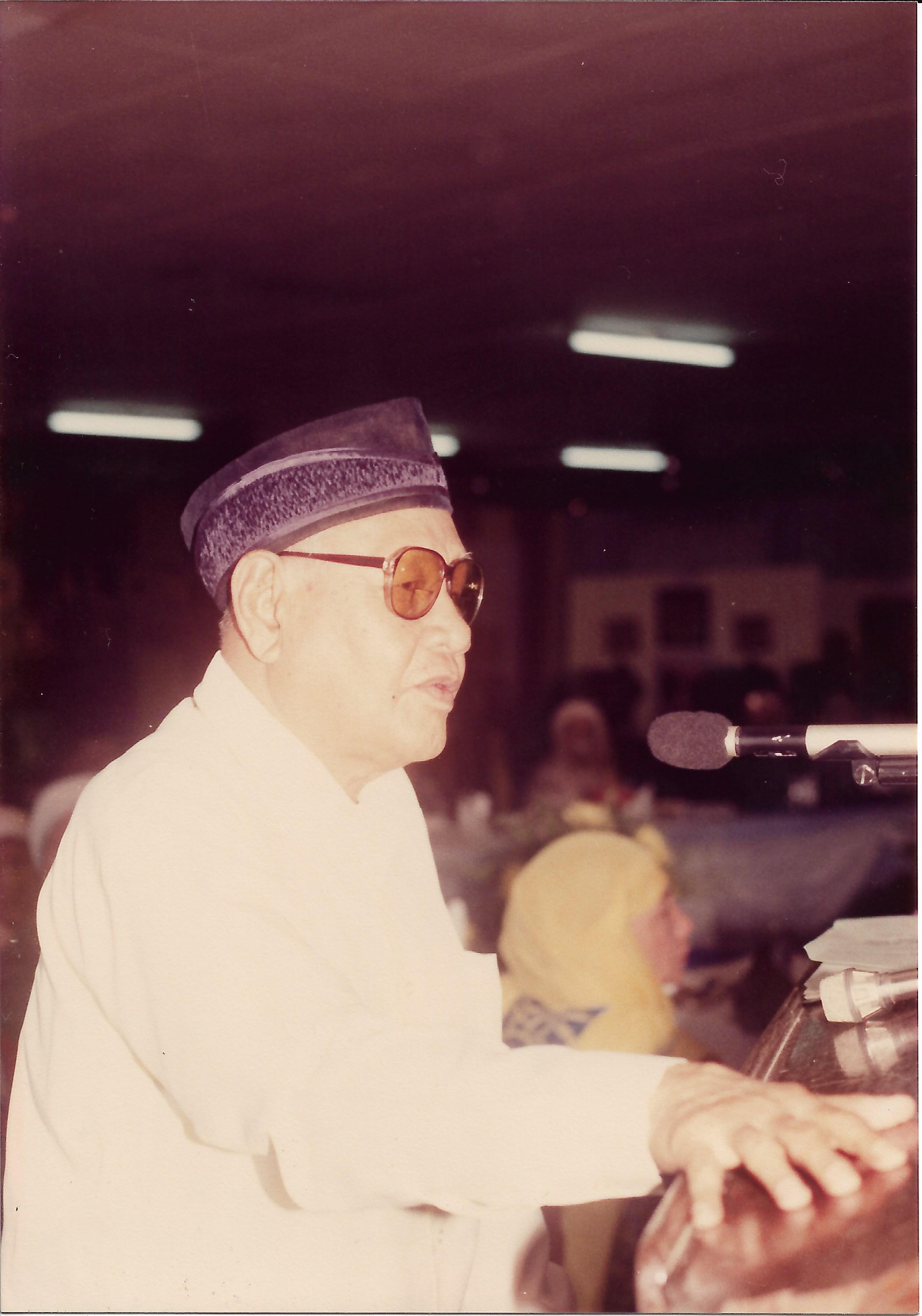
Domacao Alonto

Ahmad Domocao Alonto (* 1. August 1914 in Ramain, Lanao; † 11. Dezember 2002 in Marawi, Lanao del Sur) ist ein philippinischer Politiker der Nacionalista Party, der unter anderem von 1953 bis 1955 Mitglied des Repräsentantenhauses sowie zwischen 1955 und 1961 Mitglied des Senats war.

## Leben

### Bürgermeister, Gouverneur und Abgeordneter
Alonto entstammte einer einflussreichen politischen Familie und war ein Sohn von Sultan Alauya Adiong Alonto, der ebenfalls mehrere Jahre Senator war, sowie mütterlicherseits ein Nachfahre Muhammad Dipatuan Kudarat. Nach dem Schulbesuch begann er ein Studium der Rechtswissenschaften an der Universität der Philippinen, das er 1938 mit einem Bachelor of Laws (LL.B.) abschloss. Während des Zweiten Weltkrieges engagierte er sich im Widerstand der Moros gegen die japanische Besatzungsmacht. 
Er war von 1942 bis 1943 Bürgermeister von Dansalan und wurde anschließende 1944 Gouverneur von Lanao, ehe er zwischen 1948 und 1949 Technischer Berater von Präsident Elpidio Quirino. Als Mitglied der Nacionalista Party bewarb er sich bei den Wahlen vom 8. November 1949 erstmals für einen Sitz im Senat. Er erhielt 999.581 Wählerstimmen, verpasste aber auf dem 16. Platz bei acht zu vergebenden Sitzen den Einzug in den Senat. 1953 wurde er Mitglied des Repräsentantenhauses und vertrat in diesem bis 1955 den einzigen Wahlkreis von Lanao. Er war im Repräsentantenhaus Vorsitzender des Sonderausschusses für die Lösung des sogenannten Moro-Problems. Er nahm auch an der ersten Afro-Asiatischen Konferenz in Bandung vom 18. bis zum 24. April 1955 in Bandung teil.

### Senator 1955 bis 1961
Bei den Wahlen vom 8. November 1955 bewarb er sich für die Nacionalista Party abermals für ein Mandat im Senat. Diesmal belegte er mit 1.619.109 Stimmen den siebten Platz bei den acht zu vergebenden Sitze und zog in den Senat ein. Aufgrund seiner Wahl legte der frühere Abgeordnete Mohammad Ali B. Dimaporo, den er 1953 bei den Wahlen zum Repräsentantenhaus schlug, Wahlprotest ein. Daraufhin gab er sein Mandat im Repräsentantenhaus nieder und Dimaporo wurde abermals Abgeordneter. Während seiner Mitgliedschaft im Senat setzte er sich für die Entwicklung von Mindanao ein, da dies nach seiner Ansicht maßgeblich zum wirtschaftlichen Fortschritt der Philippinen beitragen würde. Er brachte mehrere Gesetzentwürfe zur wirtschaftlichen, politischen und kulturellen Entwicklung Mindanaos ein, wie zum Beispiel zur Gründung der Entwicklungsbehörde für Mindanao (Mindanao Development Authority), zur Gründung der University of Mindanao, zur Förderung autonomerer Kommunalverwaltungen in den ländlichen Gebieten sowie zur Gründung der Kommission für nationale Integration (Commission on National Integration). Daneben förderte er die Verständigung zwischen Muslimen und Christen auf den Philippinen. Des Weiteren trat er für die Reformen im Staatsangehörigkeitsrecht ein und war auch am Gesetzentwurf für die Nationalisierung des Einzelhandels. Am 16. Juni 1956 wurde auf seinen Antrag hin Dansalan City durch eine Kongressverordnung, den Republic Act Nr. 1552, in Marawi umbenannt. Der Namenswechsel wurde zu Ehren der Marawi Sultanate Confederation (Bund der Marawi Sultanate) durchgeführt. 
Bei den Wahlen am 14. November 1961 kandidierte Alonto für seine Wiederwahl, erreichte dieses Mal mit 1.877.698 Wählerstimmen nur den 13. Platz bei den acht zu vergebenden Sitzen, so dass er aus dem Senat ausschied. Am 10. November 1970 wurde er für die Provinz Lanao del Sur zum Mitglied des Verfassungskonvents (Constitutional Convention) gewählt, die die Verfassung für die „Neue Gesellschaft“ (Bagong Lipunan) und die Vierte Republik (1973) erarbeitete.
1988 wurde ihm für seine Verdienste um den Islam der Internationale König-Faisal-Preis verliehen.